# Goodpastureův syndrom
Goodpastureův syndrom je vzácné autoimunitní onemocnění, charakterizované přítomností autoprotilátek proti bazální membráně ledvinových glomerulů a alveolárních kapilár. Projevuje se rychle postupujícím zánětem parenchymu ledvin (glomerulonefritidou) a krvácením do plic.

## Výskyt
Jde o vzácný syndrom s incidencí 1 nemocný na milion obyvatel za rok. Častěji jsou postiženi muži, hlavně mezi 20. a 30. rokem, další vlna mezi 60. a 70. rokem života

## Příčiny
Goodpastureův syndrom je způsoben autoprotilátkami proti karboxyterminální nekolagenní globulární doméně (NC1) molekuly alfa 3 řetězce kolagenu IV, což je tzv. Goodpastureův antigen. Kolagen IV je základní strukturální molekulou bazální membrány glomerulů, plicních kapilár, řetězec alfa 3 kolagenu IV se vyskytuje také ve středním uchu, některých částech oka, plexus choroideus.
Goodpastureův syndrom je pokládán většinou za výsledek škodlivých exogenních vlivů (kouření, inhalace toxických plynů a rozpouštědel, prodělaná infekce) na geneticky vnímavé osoby. 90 až 97% pacientu s tímto syndromem nese na svých leukocytech HLA antigen podtypu HLA DR2 a HLA DR4 – není však jasné, co vše dále přispívá. Často se Goodpastureův syndrom objeví po jiném onemocnění ledvin, nejčastěji streptokokové infekci, které poškodí glomerulární stěnu a tím vlastně vystaví molekuly kolagenu IV T-lymfocytům, které spustí zánětlivou reakci.
Průběh lze zmírnit podáním receptorového antagonisty molekul IL-1 a TNF-alfa. Anti-GBM protilátky jsou převážně typu IgG1, vážou komplement a přispívají k infiltraci ledvin neutrofily a makrofágy. Pro vznik vlastní autoimunitní reakce proti GBM je rozhodující cytotoxický mechanismus (II. typ) založený právě na anti-GBM protilátkách.
Krvácení do plic se vyskytuje, na rozdíl od ANCA-asociovaných vaskulitid, pokud je zde faktor poškozující plicní endotel (např. kouření).

## Klinický obraz
Základními klinickými projevy je rychle postupující glomerulonefritida a u dvou třetin pacientů také krvácení do plic. Onemocnění se může vyvinout perakutně, během několika dnů, nebo pomaleji, v průběhu několika měsíců. Typická je těžká anémie způsobená plicním krvácením, tachypnoe, dušnost, sladká chuť v ústech, celková slabost, často hemoptýza. Rentgenologicky lze při plicním krvácení zachytit několikamilimetrové noduly až splývající rozsáhlé infiltráty s nodulací na okrajích. RTG není pro krvácení do plic specifický.
V časných fázích je poškození ledvin zjistitelné mikroskopickou hematurií a malou proteinurií a obvykle velmi rychle postupuje až do selhání ledvin. U pacientů lze téměř vždy prokázat anti-GBM autoprotilátky typu IgG1, jejich titr souvisí se závažností nefritidy.

## Diagnóza
Spočívá v průkazu anti-GBM auto protilátek lineární imunofluorescencí podél bazální membrány v renální biopsii. Při vyhodnocení je třeba zvážit, že u pokročilé destrukce glomerulů nemusí být přímá imunofluorescence průkazná a lze také zjistit falešnou pozitivitu anti-GBM autoprotilátek u pacientů s ANCA-asociovanou vaskulitidou nebo s nefrotickým syndromem. Dále se provádí stanovení titru cirkulujících autoprotilátek metodou RIA nebo ELISA.

## Prognóza
Průběh onemocnění může být perakutní, může se tedy rozvinout během několika dnů,nebo pomalý, plíživý, kdy se rozvíjí během měsíců, jakmile se začne rozvíjet ledvinová nedostatečnost, směřuje onemocnění ireverzibilně do úplného selhání ledvin. Recidivy plicního krvácení dosti záleží na tom, zda pacient není vystaven iritujícím látkám, například při kouření. Prognóza neléčených je, že 77–96% pacientů umíralo do jednoho roku, současná imunosupresivní terapie snížila úmrtnost na 20%.

## Terapie
Je třeba imunosupresivní léčby, snížení hladiny patogenních autoprotilátek plazmaferézou a tím zastavení poškozování dalších cílových orgánů. Po remisi je imunosupresiva jako je prednison s cyklofosfamidem možno vysadit na rozdíl od ANCA-asociovaných vaskulitid, protože je zde minimum relapsů. Plazmaferézou se rozumí výměna 4 litrů plazmy alespoň 14 dní do poklesu titru autoprotilátek. Doporučuje se profylaxe kotrimoxazolem kvůli případné infekci způsobené Pneumocystys carini. Transplantace ledvin se doporučuje alespoň půl roku po vymizení autoprotilátek.